# Leon Russell
Claude Russell Bridges (Lawton, Oklahoma; 2 de abril de 1942-Nashville, Tennessee; 13 de noviembre de 2016), más conocido como Leon Russell, fue un cantautor, compositor y pianista estadounidense. A lo largo de su carrera artística de casi sesenta años, abarcó numerosos géneros como el country, rock, blues y folk, publicó 31 álbumes y grabó cerca de 430 canciones. Obtuvo seis discos de oro y recibió dos premios Grammy. En 2011, fue incluido en el Salón de la Fama del Rock and Roll y en el Salón de la Fama de los Compositores.
Russell trabajó junto con artistas como Jerry Lee Lewis, John Lennon, Phil Spector, Rolling Stones, Bob Dylan, Frank Sinatra, Ike & Tina Turner, The Rolling Stones y Elton John, y fue también músico acompañante en grupos musicales. En sus primeros años como pianista, tocó en álbumes para The Beach Boys y Jan and Dean. En su primer álbum solista, Leon Russell, de 1970, participaron John Lennon, Ringo Starr y George Harrison. Actuó en el mítico Concierto para Bangladesh en 1971 junto a George Harrison, Bob Dylan y Eric Clapton. Uno de sus más grandes admiradores, Elton John, lo ha reconocido como su maestro y su inspiración y grabó con él el álbum The Union en 2010, nominado a un Grammy. 
Entre sus canciones más conocidas figuran "A Song for You" (versionada por más de 200 artistas en todo el mundo), "Delta Lady", grabada también por Joe Cocker, "This Masquerade" (versionada por más de 75 artistas), "Tight Rope" y "Lady Blue". 

## Biografía: Visión de conjunto
Nacido en Lawton, Oklahoma, Estados Unidos, Russell se inició tocando el piano a los 4 años. Acudió al Will Rogers High School en Tulsa, Oklahoma. En esa escuela también estuvieron Anita Bryant, dos años mayor que él, y en la misma clase de 1959, David Gates, que años más tarde sería el cantante principal del grupo Bread. Russell y Gates tocaron y grabaron juntos como The Fencement. Otro estudiante que también estuvo en esa escuela en ese tiempo fue Elvin Bishop. Durante ese tiempo Russell se presentaba en los clubes nocturnos de Tulsa. Tomó el nombre de Leon de un amigo que le dio una identificación falsa para poder entrar en los clubes nocturnos, dado que legalmente no tenía la edad para actuar. 
Russell comenzó su carrera artística a los 14 años, cuando subió al escenario junto con Ronnie Hawkins y Jerry Lee Lewis en Tulsa, Oklahoma. Dos años más tarde estudió guitarra en Los Ángeles de la mano de James Burton y tocó, entre otros, con Glen Campbell.
Después de mudarse a Los Ángeles, California, en 1958, comenzó como músico de sesión, trabajando como pianista de grabaciones de muchos músicos notables de 1960. Al final de los 1960, se diversificó, teniendo éxito como arreglista y compositor. Por 1970, grabó en solitario, pero no abandonó sus otros papeles en la industria musical. Después de presentarse en la música country bajo el nombre de Hank Wilson en los 1970 y 80 se desvaneció en forma importante en la oscuridad. 
Como miembro del grupo de estudio de Phil Spector jugó un papel importante en muchos éxitos de los años 1960, entre ellos Byrds, Gary Lewis & the Playboys o Herb Alpert. En 1967, creó su propio estudio donde produciría su primer álbum como solista: Look Inside the Asylum Choir. Compuso para Joe Cocker el éxito Delta Lady (1969) y organizó su gira musical Mad Dogs & Englishmen. Poco después se publicó su segundo álbum en solitario, Leon Russell, con el éxito «A Song for You», que fue versionado, entre otros, por Ray Charles, Donny Hathaway, Simply Red, Telly Savalas y Michael Bublé (junto con Chris Botti).
En 1971, participó en el concierto organizado por George Harrison llamado The Concert for Bangladesh. Previamente había hecho grabaciones junto con B.B. King, Eric Clapton y Bob Dylan. Su álbum en solitario Carney alcanzó el segundo puesto en las listas estadounidenses.
En 1975, se casó con Mary McCreary, quien había participado en el grupo de canto Little Sister en Sly & The Family Stone. Juntos trabajaron en varios álbumes. Igualmente, desde 1979 Russell trabajó en varios proyectos junto con Willie Nelson.
Pero reemergió en 2010 cuando Elton John le llamó para grabar el álbum que sería The Union y en donde Russell compuso junto con Elton John y Bernie Taupin, que publicaron John y Russell el 22 de octubre de 2010 y alcanzó el tercer puesto en las listas estadounidenses de álbumes. Este álbum incluía artistas invitados, como Brian Wilson y Neil Young, renovando su popularidad con Russell, que más tarde liberaría un álbum en solitario, haciendo una gira mundial.
Fue elegido en el Rock and Roll Hall of Fame (Salón de la Fama del Rock and Roll) el 14 de marzo de 2011. En junio de 2011 ingresó al [[Songwriter Hall of Fame (Salón de la Fama de compositores).

## Carrera

### 1950/1960
Inició su carrera musical a la edad de 14 años en los clubes nocturnos de Tulsa, Oklahoma. Él y su grupo, The Stalighters, formado por J.J. Cale, Leo Feathers, Chuck Blackwell y Johnny Williams, fueron los creadores de un estilo instrumental de la música conocida como el sonido de Tulsa. Después de mudarse a Los Ángeles, California, en 1958, estudió guitarra con James Burton. Conocido en el inicio de su carrera como un músico de sesión, acompañó a una variedad de artistas: Jan & Dean, Gary Lewis, George Harrison, Delaney Bramlett, Freddy Cannon, Ringo Starr, Doris Day, Elton John, Ray Charles, Eric Clapton, The Byrds, Barbra Streisand, The Beach Boys, The Ventures, Willie Nelson, Badfinger, Herb Alpert & The Tijuana Brass, Frank Sinatra, The Band, Bob Dylan, J.J. Cale, B.B. King, Dave Mason, Glen Campbell, Joe Cocker, The Rolling Stones y The Flying Burrito Brothers.
Russell se mudó de Tulsa a Los Ángeles en 1958, donde tuvo su primer llamado como músico de estudio, tocando en muchas de las más populares canciones de los años 1960, incluyendo álbum con los Byrds, Gary Lewis and the Playboys, Bobby "Boris" Picket, Herb Alpert. También tocó el piano en muchas producciones de Phil Spector, grabaciones de The Ronettes, The Crystals, Darlene Love y The Spector en 1963 en un álbum de Navidad. Se pudo ver en 1964 en T.A.M.I. Show tocando el piano con The Wrecking Crew (nombre informal para los músicos top de estudio en Los Ángeles de los años 1960) un short deportivo, oscuro, cabello liso hacia atrás, en contraste con su último look. Más tarde fue contratado como asistente y desarrollador creativo con Snuff Garrett, tocando en numerosos sencillos que llegaron al número uno en la lista Billboard, como fue This Diamond Ring (Este anillo de diamantes), oír Gary Lewis and The Playboys.
A mediados de los años 1960 escribió y coescribió canciones, incluyendo dos hits para Gary Lewis and The Playboys: Everybody Loves a Clown (Todos aman a un payaso), la cual llegó a la lista de Billboard 40 el 9 de octubre de 1965, permaneciendo en la lista por ocho semanas y llegando al lugar número 4, y She's Just My Style (Ella es solo mi estilo), la cual entró a Billboard 40 el 18 de diciembre de 1965 llegando al lugar número 3. En 1964 apareció en varios show de televisión, interpretando canciones de Chuck Berry y otros.
Tocó el xilófono (instrumento musical de percusión) y las campanas en el sencillo de 1966 The Joker Went Wild, cantada por Brian Hyland y escrita por Bobby Russell (sin ningún parentesco con Leon). Trabajó en sesiones con Dorsey Burnett y Glen Campbell en el álbum de 1967 Gentle on My Mind, de Glen Campbell, donde tocó el piano como "Rusell Bridges", arreglando y conduciendo el álbum editado en 1966 llamado Rhapsodies for Your Lovers, por The Midnight String Quarter. Fue coproductor y arreglista de hits para Tom Northcott|Tom Northcott]], incluyendo Sunny Goodge Street en 1967, originalmente escrita por Donovan.
Russell liberó Everybody's Talking 'Bout the Young en 1965. Fue su primer sencillo en solitario para Dot Records.
En 1968 liberó para Smash Records Look Inside the Asylum Choir, el cual fue grabado por un grupo de estudio formado por Russell y Marc Benno, que formaron The Asylum Choice.
Russell y Denny Cordell crearon Shelter Records en 1969, un sello estadounidense. El sello funcionó de 1969 a 1981. La compañía tuvo oficinas en Los Ángeles y en Tulsa. Shelter Records usó los Sound City Studios para grabación en sus inicios. Unos años más tarde, tuvieron que cambiar el logo ya que infringia las normas de derecho de autor por usar el logo de DC Comics "Superman".
Russell tocó como un miembro de Delaney & Bonnie and Friends, en 1969 y 1970, tocando la guitarra y los teclados en sus álbumes y como parte de la banda en gira. Trabajó con Delaney y Bonnie. Conoció a George Harrison y otros cuando trabajó el siguiente par de años.
El primer éxito comercial de Russell como compositor vino cuando Joe Cocker grabó la canción "Delta Lady" para su álbum de 1969, Joe Cocker. El álbum coproducido y con arreglos de Russell, llegó al número once de los Billboard 200. Russell organizó y presentó en 1970 la gira de Mad Dogs and Englishmen, participando muchos de los músicos de la banda de Delaney & Bonnie. Superstar, coescrita por Russell, fue cantada por The Carpenters y otros intérpretes.

Primera versión del logo de Shelter Records

### 1970
Durante la gira de Mad Dogs and Englishmen, Shelter Records liberó en 1970 su álbum en solitario, Leon Russell, que incluía la primera grabación de "A Song for You". Esta fue una de las canciones más conocidas, con versiones interpretadas por más de 40 artistas, incluyendo Billy Eckstine, The Carpenters, Ray Charles, Peggy Lee, Willie Nelson, Helen Reddy, Whitney Houston, Elkie Brooks, Amy Winehouse. Donny Hathaway y Cristina Aguilera. Tanto The Carpenters como The Temptations nombraron su álbum con esa canción. Otra canción que salió del mismo álbum "Delta Lady" fue interpretada por Bobby Gentry bajo el título "Delta Man" en su álbum de 1970, ""Fancy"". También en 1970, Russell tocó el piano en el álbum de Dave Mason Alone Together, más notorio en la canción "Sad and Deep as You".
Leon Russell y amigos se grabó en "Homewood Sessions", siendo presentado "sin guiones y sin ensayos" en una programa especial de televisión en KCET TV (Los Ángeles) con duración de una hora, el cual salió al aire en diciembre de 1970, y más tarde fue repetido en varias ocasiones en la televisión abierta.
Durante los finales de los años 60 y el inicio de los años 70 fue dueño del Church Recording Studio en 3erd Street (renombrado Leon Russell Road en el 2010 por The Pearl District Association), en Tulsa. Su primer hogar en Grand Lake, Oklahoma, contiene una mesa para cena y sillas de madera de bancos de la iglesia que fueron tomados cuando él regresó al estudio.
El álbum Pince of Peace: Radio Broadcast 1970 es una grabación en una caja de resonancia realizada en diciembre de 1970 en Fillmore East concert.
Russell produjo algunas grabaciones para Bob Dylan en marzo de 1971 cuando Dylan experimentó con su nuevo sonido. Las sesiones produjeron el sencillo Watching the River Flow y When I Paint My Masterpiece, ambas rápidamente interpretadas por Russell en piano para música gospel.
Por invitación de exintegrantes de Delaney & Bonnie y George Harrison, tocó el piano en el tercer álbum de Badfinger, Straight up, en el verano de 1971. El piano era un complemento para Pete Ham y George Harrison en el dueto de guitarra en el sencillo de Badfinger Day After Day. Las sesiones de Straight up fueron interrumpidas cuando muchos de los músicos dejaron Nueva York para participar en el Concert for Bangladesh, en el cual Russell participaría en un medley con las canciones Jumpin' Jack Flash y Young Blood, y cantaron una versión de Harrison, "Beware of Darkness".
Russell estuvo muy ocupado en 1971 con su estudio de grabación Shelther Records, liberando Leon Russell and the Shelter People y Asylum Choir II (que fue coproducido con Marc Benno) y grabado por Russell en los estudios Skyhill. Leon Russell and the Shelter People fue su primer álbum de oro en Estados Unidos. Ese mismo año tocó en sesiones de grabación de B.B. King, Eric Clapton y Bob Dylan.
Russell ayudó al guitarrista de blues Freddie King a revivir su carrera porque colaboró en tres álbumes de King para [Shelter Records durante el inicio de los años 1970. Durante esos mismos años, se ayudó a sí mismo cuando fue llamado al mercado del County and Western, grabando y presentándose bajo el apodo de Hank Wilson, presentándose en forma regular en Gilley's Club de Pasadena, Texas, famoso por haberse hecho el honkytonk (música country de los años 1950) famoso en la película Urban Cowboy, protagonizada por John Travolta y Debra Winger en 1980.
Shine a Light fue una canción interpretada por The Rolling Stones en 1972, del álbum Exile on Main St.. Una versión de esta canción, bajo el título de "Get a Line On You", fue realizada por Russell en los Olympic Studios en octubre de 1969 con asistencia de Jagger (voz principal), Ringo Starr (batería) y Mick Taylor (guitarra). Esta grabación fue realizada durante las sesiones de grabación del álbum de Leon Russell (liberado en 1970), donde ambos, tanto Starr como Wyman, tocaron las baterías y bajo en algunas de las grabaciones. Por lo tanto, la canción Get a Line on You no fue liberada en ese álbum, pero no fue hasta 1993 cuando finalmente apareció como un bonus track en 24K gold, reliberado por DCC Compact Classics (DCC Compact Classics GZS 1049).
Russell y su banda tuvieron éxito en la gira de 1972 con una gran realización de conciertos por Russell y su séquito de Shelter People. En una presentación en vivo grabada en California en el Long Beach Arena el 28 de agosto de 1972, siendo más tarde liberado como Leon Live. En noviembre de 1972, Billboard mencionó a Russell como el mejor concierto de la gira de 1972, dando una ganancia de tres millones de dólares. Ese mismo año, liberó su álbum Carney, su tercer álbum de estudio en solitario. El álbum llegó al número 2 en Billboard 200. El álbum presentó Tight Rope y This Masquerade (canciones liberadas en disco de 45 rpm como lado A y como lado B, respectivamente), siendo su segundo disco de oro.
Cuando Russell liberó Leon Live como un disco triple en 1973, fue su tercer US Gold Album (álbum de oro en las listas estadounidenses). El álbum fue grabado en vivo en Long Beach Arena el 28 de agosto de 1972.
Looking Back fue liberado por Russell en Olympia Records en 1973, poco tiempo después del éxito de su sencillo Tight Rope. Este contenía varias canciones grabadas a mediados de los años 1960 donde Russell era presentado en clavecín.
Liberó Hank Wilson's Back! (volumen 1). El álbum fue grabado y producido en los estudios de Owen Bradley, en Nashville, en 1973. El álbum ingresó al Top Thirty Hits. La grabación uno, Roll in My Swett Baby's Arms, fue un éxito menor.
Russell ayudó al grupo The Gap Band, un trío de hermanos de Tulsa, a tener éxitos en las listas en 1974. El grupo produjo varios éxitos de funk-disco. The Gap Band actuó como apoyo en el álbum Stop All That Jazz.
Liberó Live in Japan para Shelter Records. El álbum fue grabado en vivo en Budokan Hall, en Tokio, Japón, el 8 de noviembre de 1973 y reliberado en 1975.
Russell ingresó en 1975 el Top 40 Hits con Lady Blue de su álbum Will O' the Wisp. Este fue su cuarto álbum de oro.
Hellen Ready cantó la canción de Russell Bluebird como un sencillo en su álbum, No Way to Treat a Lady, liberado en 1975. La canción debutó en Billboard's Hot 100 en el tema de la revista fechada el 5 de julio de 1975, llegando al número 35 en el transcurso de seis semanas. Ese mismo tema marcó el debut también el debut en la revista Easy Listening Chart, y con rapidez a las ocho semanas llegó al N.º 5, en discos sencillos de 45 RPM llegó a un N.º 51. Readdy comentó de esta melodía: Amo a Leon Russell por haberla escrito y amo esta canción. Fue parte integral de mi repertorio por cerca de 30 años y nunca me canso de cantarla.
La canción de Russell This Masquerade, el lado B del hit de 1972 Tight Rope, ha sido grabada por numerosos artistas, incluyendo Helen Reddy y The Carpenters. La versión de George Benson llegó al número 10 en Billboard Hot 100 y ganó un Grammy Award como grabación del año en 1977. 
Como compositor de la canción, Russell fue nominado para la canción del año, pero perdió con Bruce Johnson, quien escribió I Write the Songs. La versión de Russell de This Masquerade es parte del soundtrack para The Exorcist, dirigida por William Friedkin, una película de terror, así como con el thriller Bug. La banda sonora de Bug fue liberado el 22 de mayo de 2007. También aparece en la película En busca de la felicidad.
Russell abandonó Shelter Records para iniciar su propio sello de grabación, Paradise Records, en 1976. Russell y otros liberaron álbumes para este sello.
Liberó The Wedding Album, un álbum de estudio con su esposa, Mary Russell, también conocida como Mary McCreary. Fue distribuido y liberado por Warner Bros. Grabado en 1976, Leon y Mary fueron los productores del álbum, con la excepción del track final, Daylight, que fue producido por el compositor Bobby Womack. The Weeding Album fue su primera liberación para Paradise Records.
En 1978, Russell liberó su Americana álbum del sello Rhino/Warner Bros. El título daba crédito a la mezcla de influencia en su estilo musical único.
Después de la gira con Willie Nelson, en 1979, Russell y Willie tuvieron un N.º 1 en las listas country de Billboard cantando en dueto Hearbreak Hotel. Ellos liberaron su dueto en un álbum de estudio de la música country pop-rock, One for the Road, en 1979. Este álbum sería finalmente su quinto Gold Album.
Liberó Life And Love, un álbum para Paradise Records, en 1979.
Los dos años siguientes de decidiço a realizar giras con The New Grass Revival, liberando dos álbumes con Paradise Records antes que el sello quebrara.

### 1980
El 15 de mayo de 1980, Russell se unió con New Grass Revival, para grabar el álbum en vivo en Perkins Palace en Pasadena, California, liberado en 1981 como Leon Russell & the new grass festival - The Live Album.
Siguiendo a este tema country, hizo un segundo álbum de Hank Wilson, Hank Wilson Vol. II, liberado en 1984. Hank Wilson tenía el estilo musical de Russell con un ego de principios de los 1970. Se liberó en Leon Russell Records.
Liberó también un álbum de blues country, el cual fue grabado en Hendersonville, Tennessee, en los Paradise Studios, llamado Solid State. Fue liberado por Paradise Music en 1984. La mitad de ese álbum fue liberado en 1989 en DCC Compact Classics.

### 1990
Liberó Delta Lady para Del Rack Records en 1991. Muchas de estas canciones son mezclas de grabaciones anteriores.
El nuevo álbum Anything Can Happen, grabado en Paradise Studios, fue liberado en el sello de Virgin Records en 1991. El pianista Bruce Hornsby le produjo su álbum de regreso. Durante finales de 1980 y principios de 1990, Hornsby trabajó extensamente como un productor y como apoyo musical con Russell.
En 1993, Paradise Records liberó el disco Leon Russell 24k Gold Disc Album. Fue una mezcla de grabaciones hechas en el Olympic Sound de Londres en 1969.

Nuevo dello discográfico de leon russell (Leon Russell Records) (1995)

Inició Leon Russell Records como sello discográfico independiente en 1995.
Liberó su álbum Hyms of Christmas con 10 himnos instrumentales por Russell para Leon Russell Records en 1995.
El sello discográfico Capitol/Emi Records en 1996 liberó el álbum Gimm Shelter! The Best of Leon Russell en dos CD con álbum de 40 grabaciones de 1969 a 1992.
Capitol/Right Stuff Records liberó en 1997 el álbum Retrospective, un álbum con las 18 canciones de mayor venta.
Russell liberó un nuevo álbum Hank Wilson, Vol 3: Legend in My Time. Regresó como artista country grabando para Ark 21 Records, liberado en 1998.
Liberó en 1999 Face in the Crowd, un álbum de blues, para Sagestone Entertainment Records. Blues: Same Old Song, CD fue liberado para Paradise Records en 1999.

### 2000
En el año 2000, Russell y Q Records liberaron Live at Gilley's, una presentación realizada el 17 de septiembre de 1981.
Signature Songs fue liberado en el año 2001 para el sello Leon Russell Records. Fue relanzado en el 2007 por MRI Associated Labels.
Guitar Blues, con the New Grass Revival, fue liberado para el sello Leon Russell en 2001.
Russell regresó como Hank Wilson pero en ese tiempo fue una mezcla de twist y bluegrass, en Rhythm & Bluegrass: Hank Wilson Vol. 4, liberado para el sello Leon Records en el año 2001.
El álbum Moonlight & Love Songs, un álbum estándar de Russell fue liberado bajo el sello de Leon Russell en 2002.
A los 65 años, Russell hizo el nuevo Okie rock álbum Angel in Disguise, liberado para el sello Leon Russell en 2007. También en el 2007, este mismo sello liberó el álbum de rock Crazy Love en CD.
Tocó en Diversafest, en la Conferencia Musical y Festival de Tulsa en 2007. De 2002 a 2010, Dfest fue un evento anual en vivo donde se mostraban show independientes y emergían nuevos artistas para la industria musical y para ferias. Por cerca de cuatro años, Dfest celebró en el histórico Blue Dome District of tulsa, Oklahoma.
El álbum In Your Dreams fue liberado en CD por Leon Russell Records en 2008.
El álbum Bad Country fue liberado por Leon Russell Records en 2008, con 12 canciones originales de Russell.
Almost Piano fue liberado en 2008 por Leon Russell Records. Este álbum es una colección de sintetizador de piano de 10 instrumentales de Russell.

### 2010

Album colavorativo de Leon Russell y Elton John (2010)

Después de varios años en los cuales Russell disminuyó su participación, la carrera de Russell fue rejuvenecida cuando Elton John lo contactó para un nuevo proyecto. En noviembre de 2009, trabajó con John y Bernie Taupin en The Union, un álbum doble con créditos iguales para ambos: Russell y John. Grabado en febrero de 2010 y producido por T-Bone Burnett, el CD fue liberado el 19 de octubre de 2010. The Union fue para Russell su sexto álbum de oro. La grabación fue interrumpida en enero de 2010, por un susto en la salud de Russell, el cual fue hospitalizado y realizado procedimiento quirúrgico por una fuga del líquido cefalorraquídeo, recibiendo tratamiento para la insuficiencia cardíaca y neumonía. El 2 de abril del 2011, Russell y John presentaron juntos como invitados musicales en Saturday Night Live. La revista Rolling Stone colocó el álbum en el tercer sitio de su lista de los mejores álbumes del año 2010. Un par de meses después, Russell anunció planes para un LP en solitario, sin dar información, y en octubre de 2010, Russell y John iniciaron la gira The Union Tour. Elton John y Russell aparecieron en The David Letterman Show.

### Muerte
Por información de Jan Bridges, su esposa, murió a los 74 años en la mañana del 13 de noviembre de 2016, durante el sueño en su hogar en un suburbio de Nashville. Había tenido un ataque cardíaco en julio de 2016 y tuvo una cirugía de baipás coronario, lo que originó la suspensión de shows mientras convalecía en su hogar. Tenía la esperanza de regresar a sus conciertos para enero de 2017.

## Selección de su discografía
- Archivo:Leon Russell (album).webpPrimer album de leon russell (1970)Leon Russell (Álbum), 1970

Primer album de leon russell (1970)

- Leon Russell and the Shelter People, 1971
- Carney, 1972
- Leon Live, 1973
- Hank Wilson's Back, 1973
- Looking Back, 1973
- Stop All That Jazz, 1974
- Will O' the Wisp, 1975
- Americana, 1978
- Life and Love, 1979
- One for the Road, 1979 (con Willie Nelson)
- The Live Album, 1981 (con New Grass Revival)
- Hank Wilson, Vol. 2, 1984
- Solid State, 1984
- Anything Can Happen, 1992
- Crazy Love, 1992
- Hank Wilson, Vol. 3: Legend in My Time, 1998
- Face in the Crowd, 1999
- Blues: Same Old Song, 1999
- Live at Gilley's, 2000
- Guitar Blues, 2001
- Signature Songs, 2001
- Rhythm & Bluegrass: Hank Wilson, Vol. 4, 2001 (con New Grass Revival)
- Moonlight & Love Songs, 2002 (con la Orquesta Sinfónica de Nashville)
- In Your Dreams, 2003
- Bad Country, 2003
- Almost Piano, 2003
- A Mighty Flood, 2006
- Angel in Disguise, 2006
- The Union, 2010 junto con Elton John
- The Union (deluxe), 2010 junto con Elton John
- Life Journey, 2014

Con Midnight String Quartet
- Rhapsodies for Young Lovers, 1966

Con Marc Benno (Asylum Choir)
- Look Inside the Asylum Choir, 1968
- Asylum Choir II, 1971

Con Joe Cocker
- Mad Dogs & Englishm, 1970

Con Mary Russell
- Wedding Album, 1976
- Make Love to the Music, 1977

Con Elton John
- The Union, 2010
- The Union (Deluxe), 2010